# Sfida selvaggia
Sfida selvaggia (El Llanero) è un film del 1963 diretto da Jesús Franco.
Si tratta dell'unico film puramente western girato dal cineasta spagnolo.
Il film fu distribuito in Italia sia nelle sale cinematografiche sia, più tardi, in home video (in un'unica edizione in VHS).

## Trama
La storia è ambientata all'inizio dell'Ottocento in Venezuela. Un bambino, sfuggito ad una strage compiuta dal colonnello Saltierra, decide di impugnare le pistole per diventare un fuorilegge. Dopo alcuni anni, scopre, da un amico, che fu salvato dal terribile episodio citato dinanzi. Decide, quindi, di cambiare "strada" e di vendicarsi.

## Produzione

### Cast
Il cast, nonostante presenti molti nomi all'apparenza sconosciuti, è d'eccezione, con alcuni attori all'epoca famosi o altri che lo divennero. Il protagonista, per esempio, José Suárez aveva già lavorato in Italia nel film diretto da Francesco Rosi La sfida, del 1958. Lo stesso vale per l'attrice Sorrente, che, nello stesso anno, ha lavorato con Antonio Margheriti nel suo Danza Macabra. Zarzo, invece, all'epoca esordì nella pellicola di Franco, ma, nel 1978, otterrà una parte ne L'indiscreto fascino del peccato di Pedro Almodóvar. Georges Rollin, invece, fu, nel 1947, membro ufficiale della giuria del Festival di Cannes. Camardiel, invece, è noto per essere, in Italia, un attore degli spaghetti western.

### Riprese
Il film fu girato nei dintorni di Malaga in 35 mm.

## Distribuzione
Oltre alla Spagna, il film fu distribuito in Italia e negli USA con il titolo di Jaguar.

## Incassi
In patria guadagnò all'incirca 230.000 pesetas, un incasso chiaramente molto basso, circa pari al budget di produzione.